# Station Jenbach
Jenbach is een station in de Oostenrijkse gemeente Jenbach in de deelstaat  Tirol dat op 24 november 1858 werd geopend. Het is het overstappunt tussen de Neder-Inndallijn, de Zillertalbahn met Bosnischspoor (760 mm) en de metersporige Achenseebahn. Zodoende is Jenbach het enige Oostenrijkse station met drie verschillende spoorwijdtes. 

## Geschiedenis
Het station werd in 1858 tegelijk met de k.k. Nordtiroler Staatsbahn, tussen Kufstein en Innsbruck via Wörgl,  als doorgangsstation in gebruik genomen. In 1889 werd Jenbach een overstapstation toen de Achenseebahn werd geopend. In 1900 begon de bouw van de Zillertalbahn, die in juli 1902 haar treindienst naar Mayrhofen begon.
Aan het einde van de Tweede Wereldoorlog werd het station meermaals gebombardeerd door de geallieerden. Op 22 februari 1945 werd tijdens operatie Clarion het goederenstation door Amerikaanse bommenwerpers gebombardeerd. Op 20. april 1945vielen de bommen op het station en het emplacement van de Zillertalbahn. 
In de periode 1996 – 2001 werd het station voor 355 Mln. Schilling geheel gesaneerd. In 1996 werd het stationsgebouw gerenoveerd en in 1998 begon de vernieuwing van de sporen en de ombouw van de perrons. In het goederenstation werd een nieuwe goederenoverslag gebouwd met laadperrons en een verbeterde toegang vanaf de weg.

## Sporen
Het station heeft 4 sporen, 1 t/m 4, voor de doorgaande diensten in normaalspoor. Spoor 1 wordt vooral gebruikt voor de S-bahn naar Telfs (S4) resp. Ötztal (S5) die hier eindigt. Tussen de sporen 3 en 4 ligt een opstelspoor dat van beide kanten bereden kan worden. Aan de zuidkant van het terrein liggen het depot en de werkplaats van de Zillertalbahn. De Zillertalbahn heeft twee perronsporen ter beschikking voor de normale dienst. Gelegenheidstreinen vertrekken niet van deze perrons maar van een van de opstelsporen in het station. De Achenseebahn heeft haar werkplaats en locloods aan de noordkant vlak ten oosten van het stationsgebouw en beschikt over een perronspoor. Alle perrons zijn met trappen en liften bereikbaar, waarmee het hele station rolstoeltoegankelijk is. 

## Reizigersverkeer

### Trein
Voor de Tweede Wereldoorlog stopten de meeste langeafstandstreinen in Jenbach. Zodoende waren er in 1939 niet alleen vele verbindingen met Innsbruck, Salzburg en Wenen maar ook Boedapest, Boekarest, Praag, Berlijn, München, Merano, Rome, Ventimiglia, Genua, Zürich, Parijs en Rotterdam waren zonder overstap bereikbaar. 
Het station is door de ligging aan de Neder-Inndallijn onderdeel van het hoogwaardige spoorwegnet en heeft daardoor naast de snelle oost-west treinverbindingen tussen Wenen en Innsbruck via Salzburg en verder naar Bregenz en Frankfurt am Main, ook noord-zuid verbindingen tussen Berlin en München, en Verona, Bologna en Venetië via Innsbruck. Daarnaast zijn er ook ritten naar Graz. In het voorstadsverkeer is Jenbach onderdeel van de S-Bahn Tirol. In het weekeinde doet ook de nacht S-Bahn tussen Kufstein en Landeck via Telfs het station aan.
De Zillertalbahn verbindt het Zillertal met Jenbach, waar op andere treinen kan worden overgestapt. De Zillertalbahn onderhoudt een halfuursdienst. In het zomerseizoen worden regelmatig aanvullende ritten met stoomtractie uitgevoerd.
De Achenseebahn is een zuiver toeristischespoorweg die voor het buurtverkeer geen betekenis heeft.

### Bus
Aan de zuidkant van het station ligt een busstation dat dagelijks wordt bediend door bussen van de Zillertalbahn, Ledermair Verkehrsbetriebe en de ÖBB-Postbus:
- Dorpsbus 1: Bahnhof – Hubersiedlung – Bahnhof
- Dorpsbus 2: Jenbach – Strass im Zillertal – Buch in Tirol – Jenbach
- 8330: Mayrhofen – Zell am Ziller – Fügen – Jenbach – Schwaz – Innsbruck
- 4080 & 8336: Jenbach –  Wiesing – Eben am Achensee – Pertisau – Achenkirch
- 601: Schwaz – Stans – Jenbach – Münster – Brixlegg
- 601: Schwaz – Buch in Tirol Jenbach – Strass im Zillertal – Brixlegg
- 657: Jenbach – Münster – Kramsach – Radfeld – Kundl – Wörgl Schulzentrum – Wörgl Hauptbahnhof

## Afbeeldingen

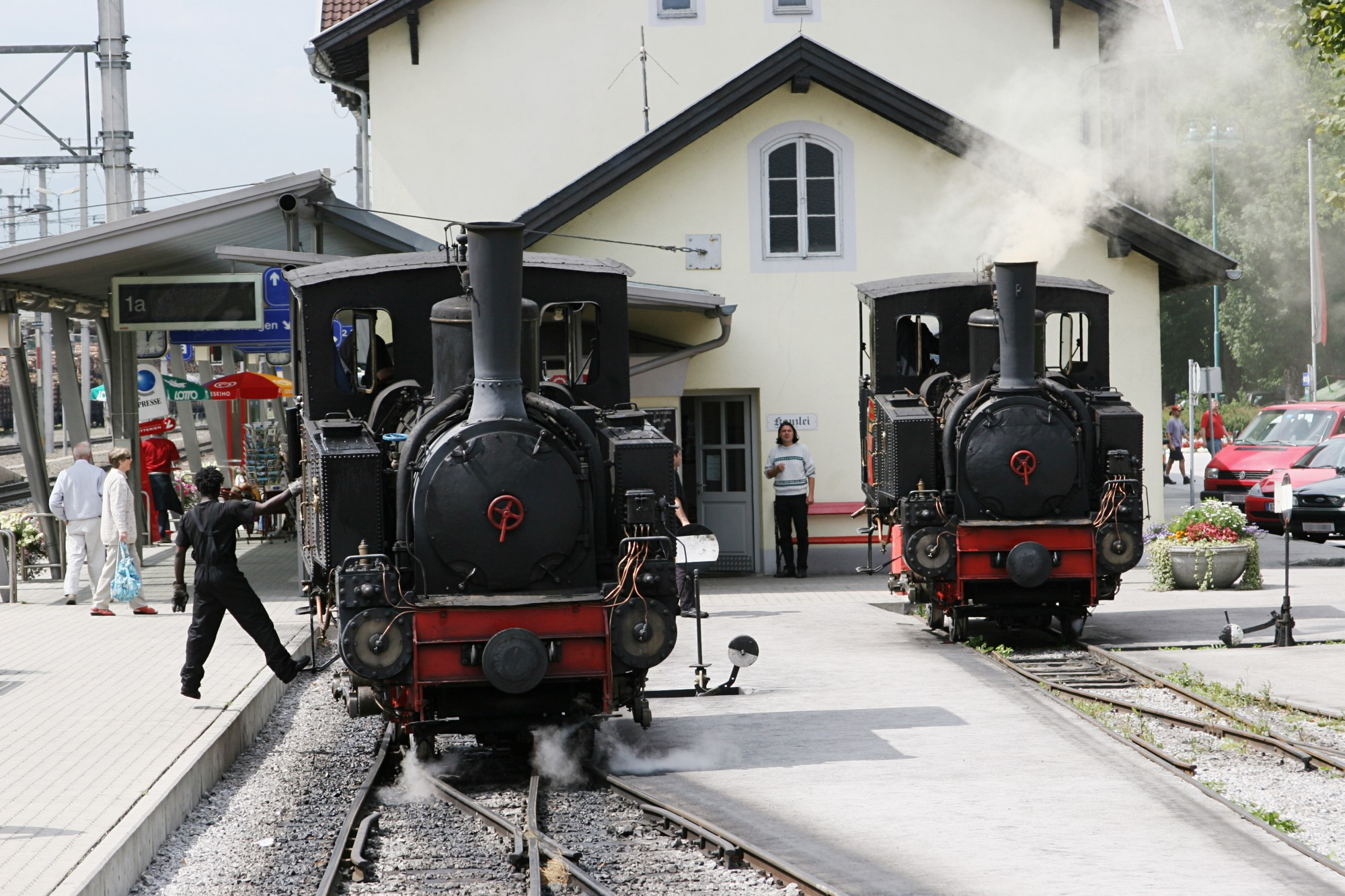
Twee stoomlocomotieven langs het perron van de Achenseebahn.
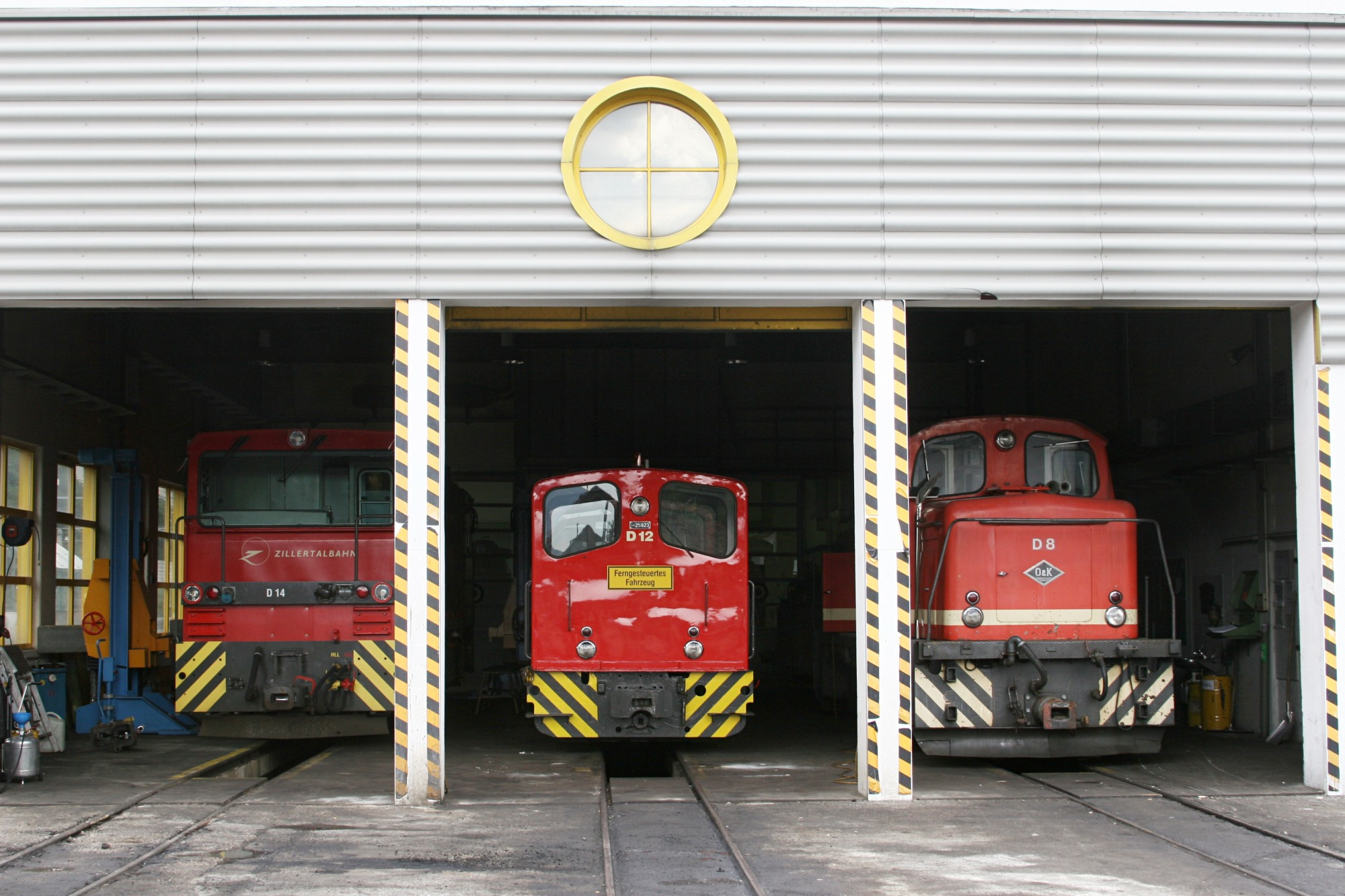
Remise van de Zillertalbahn
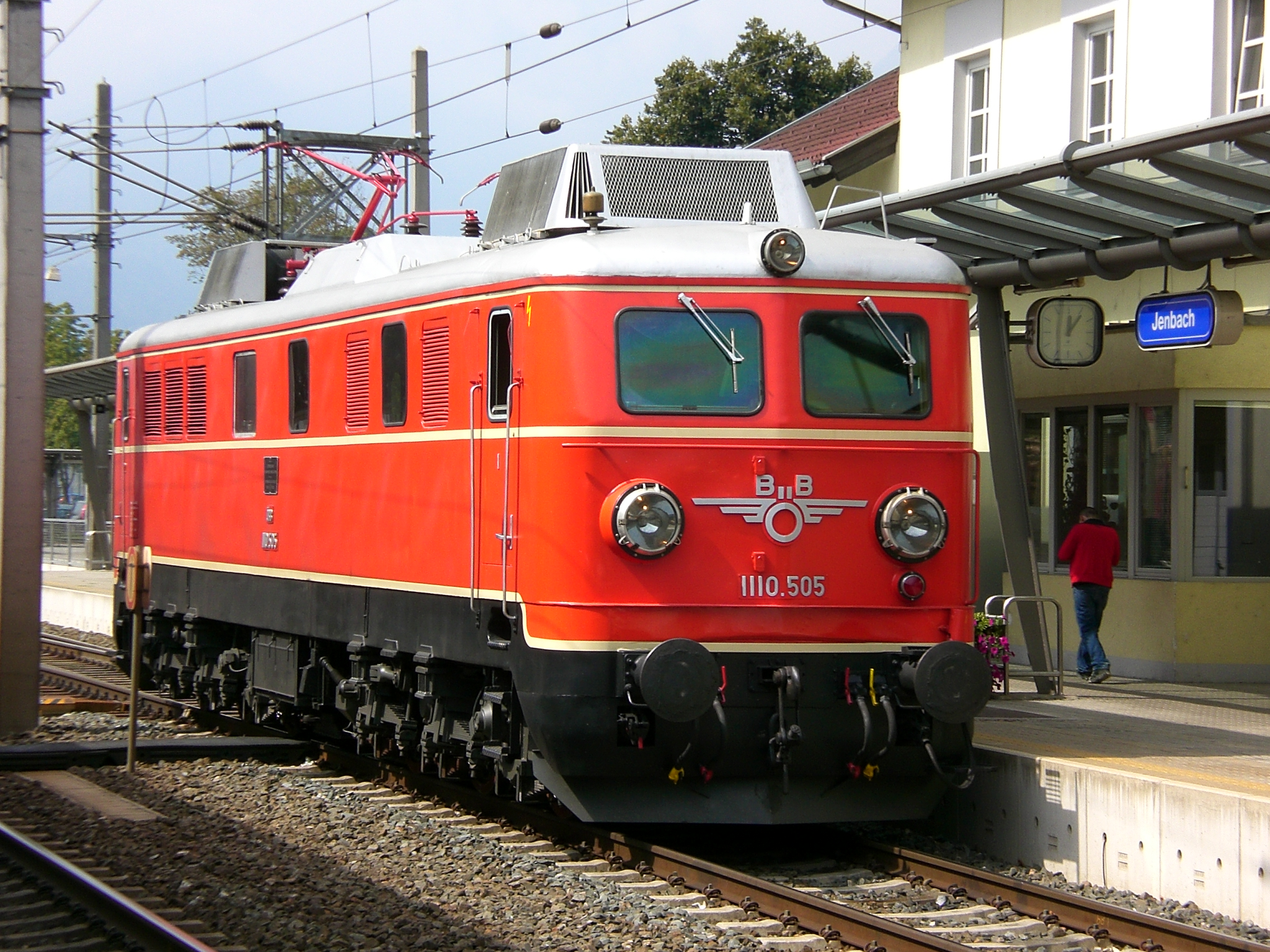
Nostalgieloc voor het stationsgebouw.
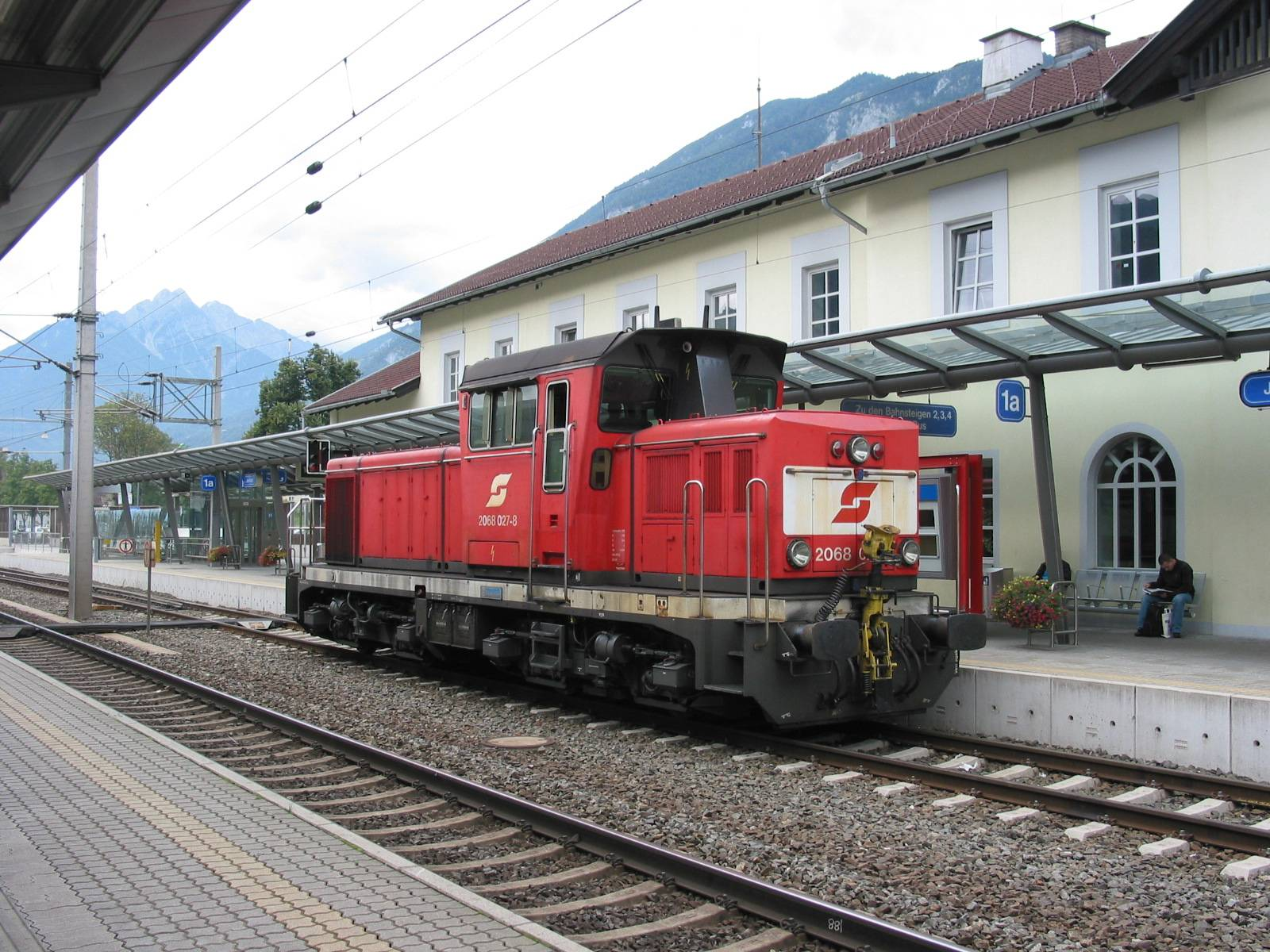
De in Jenbach gebouwde rangeerlocomotief reeks 2068.